# 第7號鋼琴奏鳴曲 (貝多芬)
D大調第7號鋼琴奏鳴曲，作品10之3，是貝多芬的鋼琴奏鳴曲，於1798年間創作，與他的作品9的絃樂三重奏、作品12的小提琴奏鳴曲與第2號浪漫曲屬同期創作。作品10的3首奏鳴曲（第5號、第6號及本曲）皆題獻予布朗勒伯爵夫人安·瑪格麗特。
全曲演奏時間約為24分鐘，是三首作品10中最長的一首。

## 樂曲結構
本奏鳴曲共有四個樂章，也是作品10中唯一採用四樂章形式的奏鳴曲。分別是：
- 第一樂章：急板（Presto）
- 第二樂章：傷心的緩板（Largo e mesto）
- 第三樂章：小步舞曲，快板（Menuetto, Allegro）
- 第四樂章：迴旋曲，快板（Rondo, Allegretto）

## 樂曲分析
本曲可以窺視貝多芬嘗試在鋼琴奏鳴曲中尋找新的創作手法，例如是首次於第一樂章中便採用急板的速度；而第二樂章的長篇哀傷風格的樂章，亦可視為他日後同類型樂章的雛型。

### 第二樂章
此樂章佔全奏鳴曲近一半的演奏時間（如果其他樂章不重覆演奏時理應超過），且沒有重覆段落。

### 第四樂章
以 ABACAB'A加尾聲的迴旋曲式寫成。

## 外部連結
- 波恩貝多芬之家有關《第5號》、《第6號》及《第7號鋼琴奏鳴曲》資料（德文）
- 希夫·安德拉斯談論貝多芬的《第7號鋼琴奏鳴曲》 （页面存档备份，存于）
- 貝多芬《第7號鋼琴奏鳴曲》：国际乐谱典藏计划上的乐谱
- 贝多芬《第7号钢琴奏鸣曲》创作历程的介绍及对音乐内容的评论（英文）
- 帕福利·江珀潘恩（Paavali Jumppanen）於伊莎貝拉嘉納藝術博物館內的演奏版本